# Pakorunka

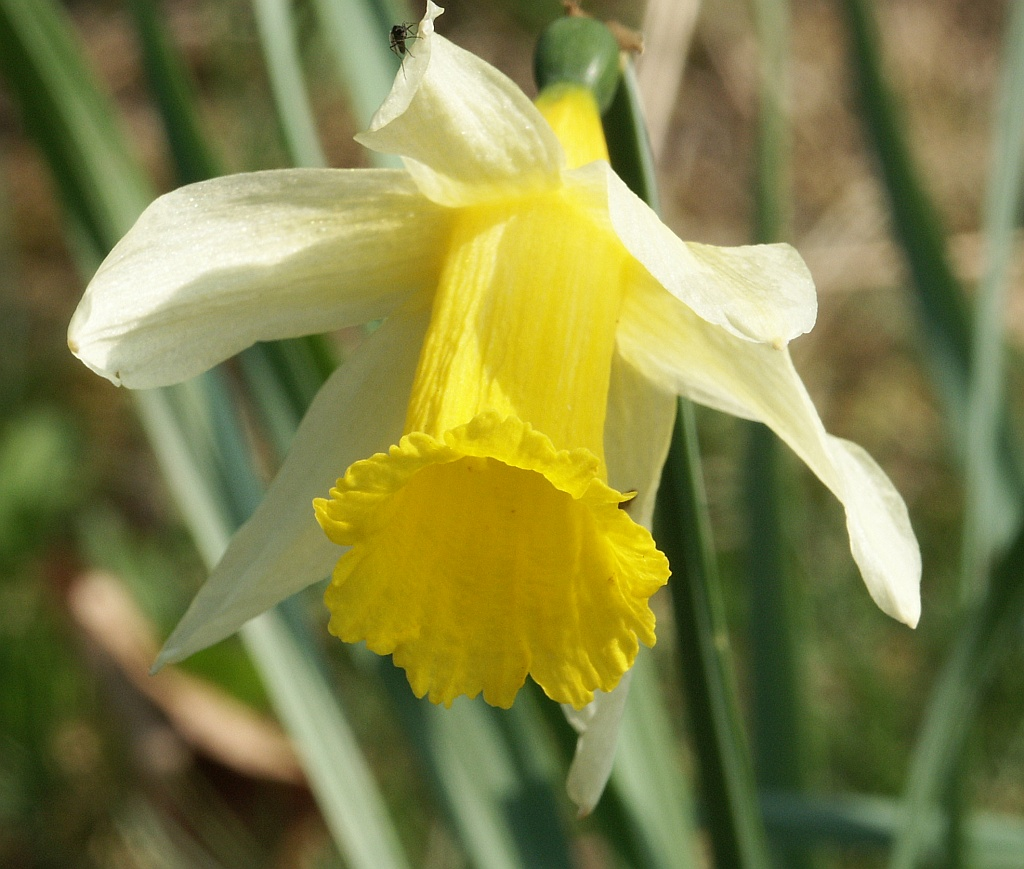
Pakorunka narcisu žlutého

Pakorunka (latinsky paracorolla) je útvar uvnitř koruny, který se vyskytuje nejčastěji v trubkovitém okvětí. Pakorunka je tvořena výrůstky, mohou to být jednotlivé šupiny nebo vytvořený límeček protažený někdy až do trubky. Vyrůstá obvykle v místě přechodu nehtů na čepele korunních lístků, nebo v místech napojení lemu na okvětní trubku. Mívá někdy jiné zbarvení než korunní lístky.
Má různý morfologický původ, může vzniknout z okvětních lístků, z jejich palistů, jazýčků či chlupů nebo také z tyčinek. Význam pakorunky spočívá např. ve zvýšení nápadnosti květů, hlavně když je odlišně zbarvená.

## Galerie
Různé typy pakorunek:

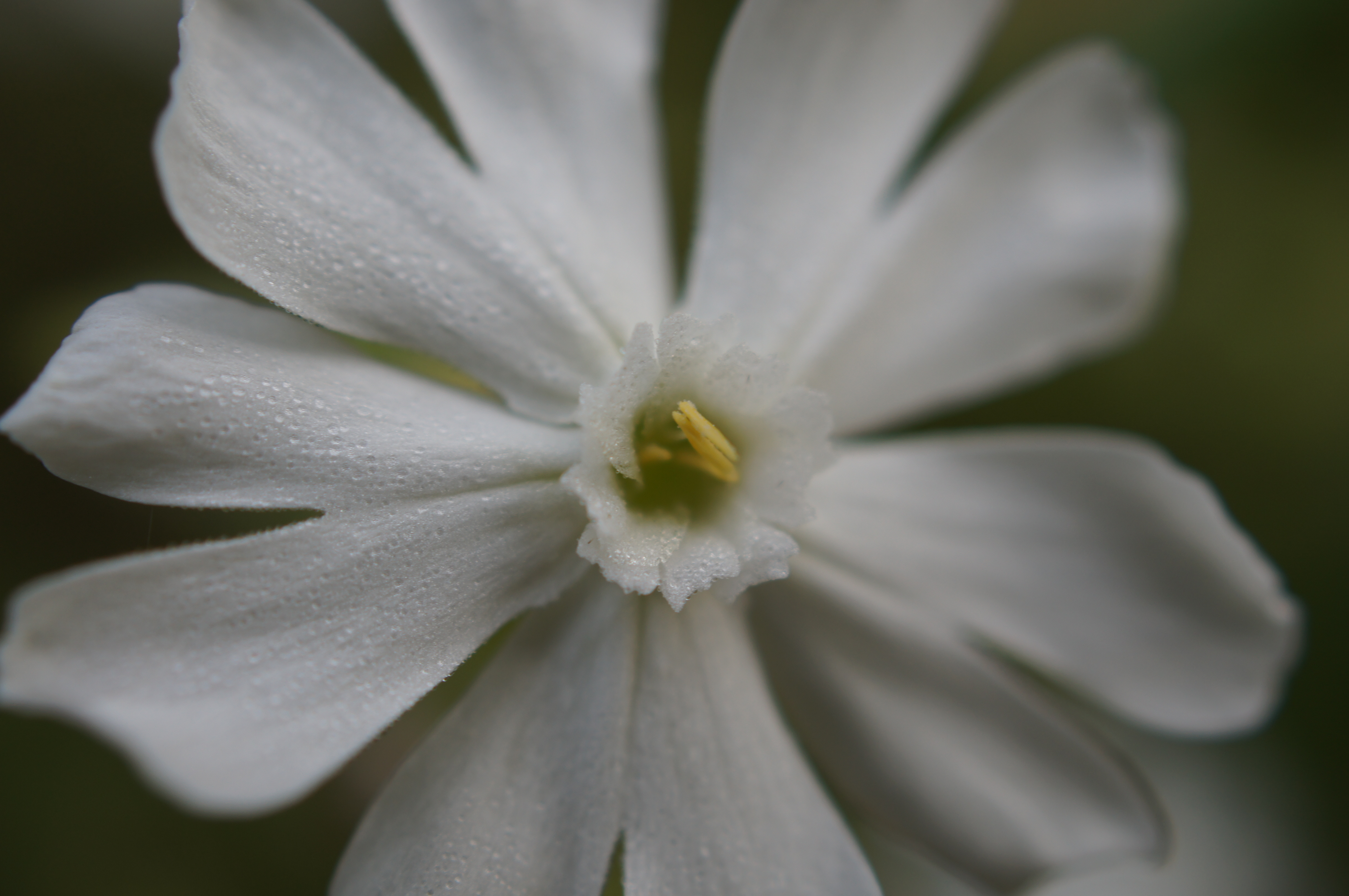
Silenka širolistá
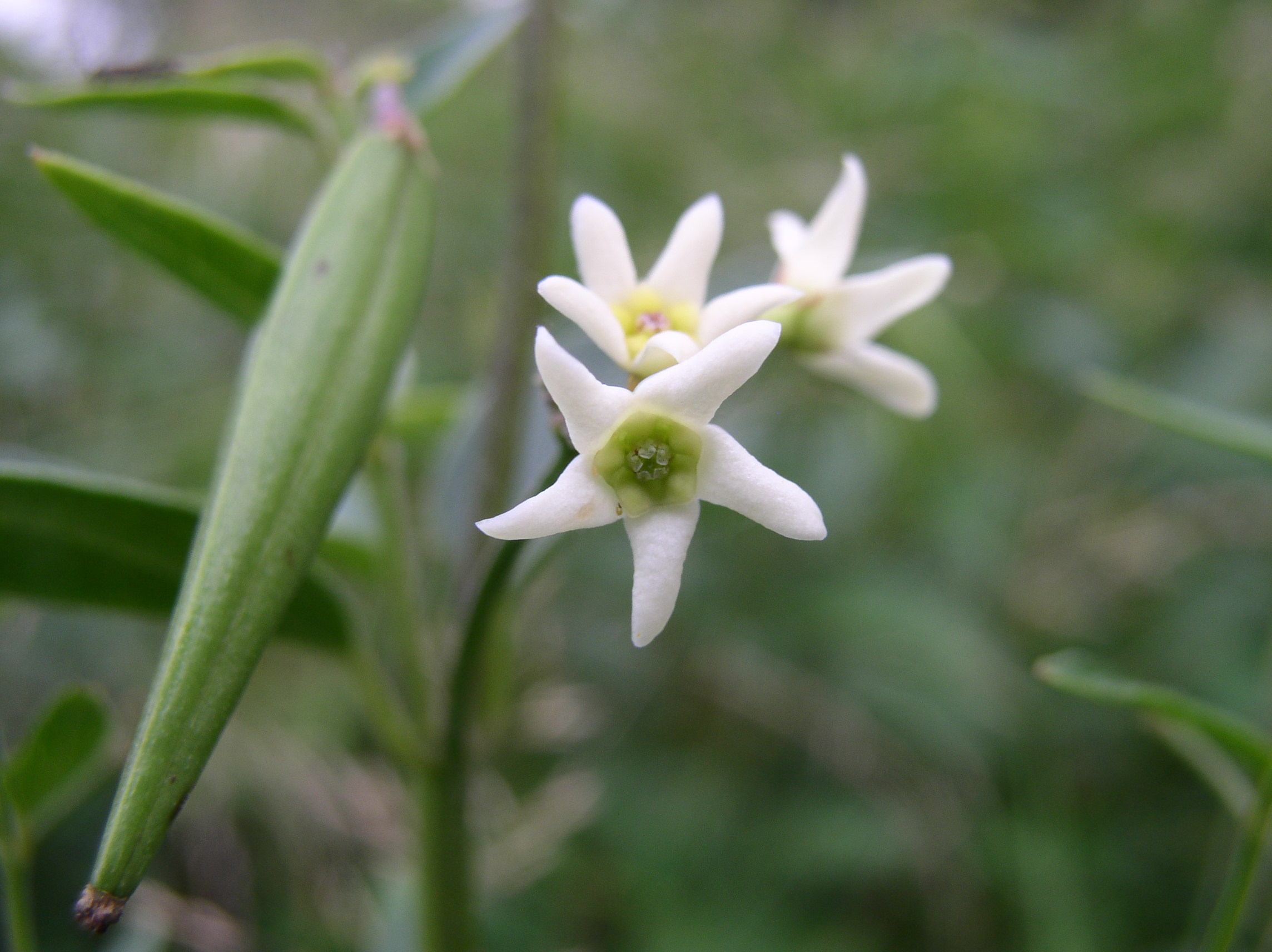
Tolita lékařská
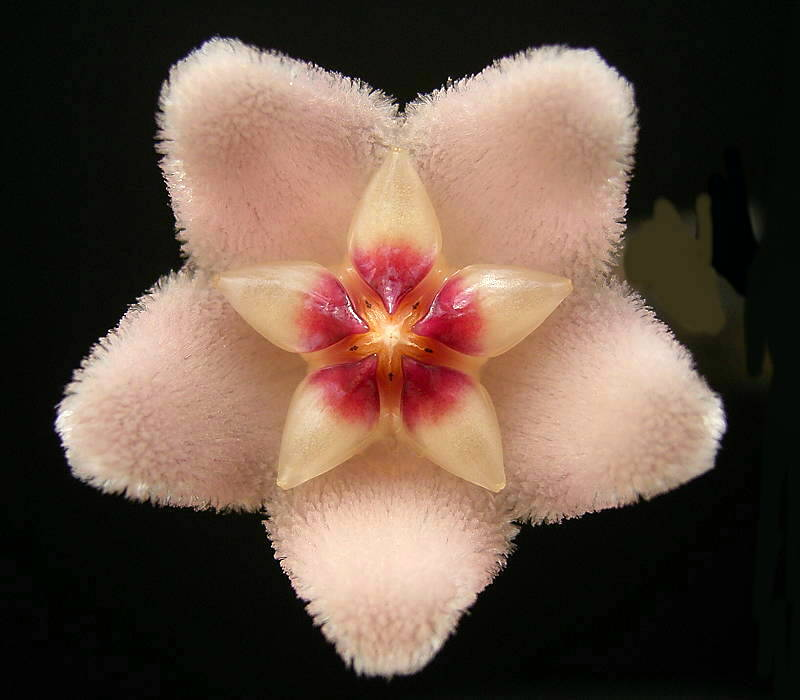
Hoja masitá
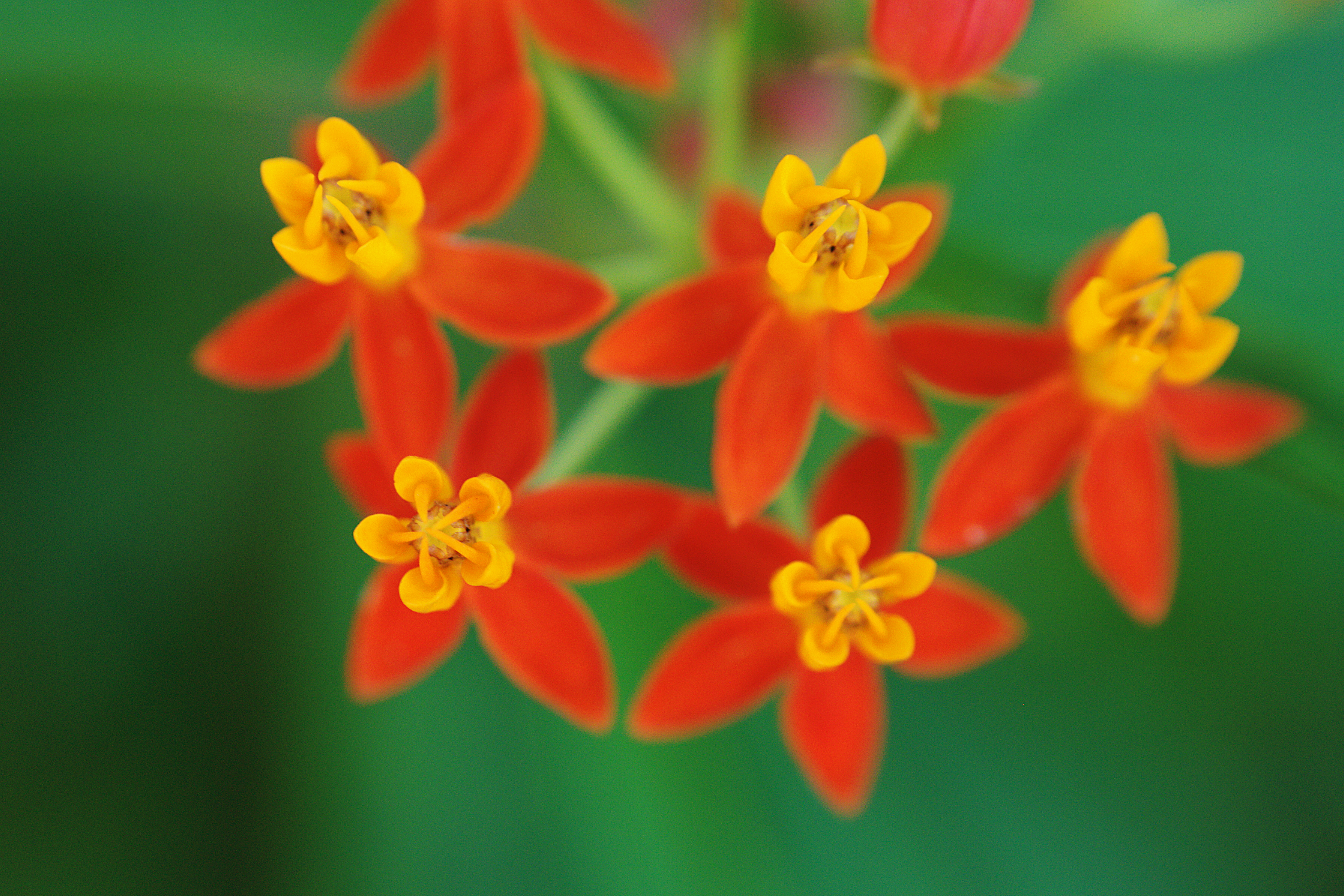
Klejicha kurasavská